# L'Étranger (Baudelaire)
Pour les articles homonymes, voir L'Étranger (homonymie).
L'Étranger de Charles Baudelaire est le poème liminaire de son recueil Petits Poèmes en prose publié en 1869.
Le poème est écrit en prose, comprend 12 vers et constitue un dialogue entre deux personnes.

## Adaptations
Ce poème a été mis en musique et interprété par Léo Ferré en 1967 sur son album Léo Ferré chante Baudelaire.